# Лапинлахти
Лапинлахти (фин. Lapinlahti) — община в провинции Северное Саво, губерния Восточная Финляндия, Финляндия. Общая площадь территории — 1245,13 км², из которых 148,58 км² — вода.

## Демография
На 31 января 2011 года в общине Лапинлахти проживают 10 389 человек: 5209 мужчин и 5180 женщин.
Финский язык является родным для 98,98 % жителей, шведский — для 0,13 %. Прочие языки являются родными для 0,88 % жителей общины.
Возрастной состав населения:
- до 14 лет — 16,39 %
- от 15 до 64 лет — 62,79 %
- от 65 лет — 21,04 %

Изменение численности населения по годам:
| Год  | Численность |
| ---- | ----------- |
| 1980 | 11392       |
| 1990 | 11569       |
| 2000 | 11082       |
| 2010 | 10412       |
| 2011 | 10389       |

## Известные уроженцы и жители
- Арсений (Хейккинен) (род. 1957) — епископ Финляндской архиепископии
- Юхани Ахо (1861—1921) — финский писатель, журналист, переводчик
- Пекка Халонен (1865—1933) — финский художник
- Сари Эссайя (род. 1967) — финская спортсменка, государственный деятель